# Матараджи, Тунджай
Тунджай Матараджи (тур. Tuncay Mataracı, 2 февраля 1935 — 17 декабря 2020) — турецкий политик, в 1978-79 годах занимал пост министра по делам таможни, монополий и акцизов. После государственного переворота 1980 года был отдан под суд и осуждён за взяточничество.

## Биография
Родился 2 февраля 1935 года в городе Ризе. Его отцом был Мехмет Тевфик Матараджи. Тунджай Матараджи получил начальное и среднее образование в родном городе. Окончил старшую школу в Трабзоне, затем поступил в университет на юриста, но был вынужден оставить учёбу. Позднее окончил инженерный колледж.
В 1977 году был избран членом Великого национального собрания от партии Справедливости. 5 января 1978 года вошёл в состав правительства в качестве министра по делам таможни, монополий и акцизов.
12 ноября 1979 года правительство было распущено.
27 апреля 1981 года, военными, пришедшими к власти в результате военного переворота 1980 года, Тунджай Матараджи был отдан под суд. Дело Матараджи рассматривал Верховный суд Турции. Матараджи были предъявлены обвинения во взяточничестве и злоупотреблении полномочиями во время пребывания на посту министра. Помимо Тунджая Матараджи, под суд были отданы ещё 21 человек, включая министра Шерафеттина Эльчи и мафиози Абузера Угурлу. 16 марта 1982 года Матараджи был приговорён к 36 годам тюремного заключения, штрафу в размере 787 386 166 турецких лир, пожизненному запрету занимать должности в правительстве и шестилетнему лишению водительских прав. Из прочих обвиняемых был оправдан только Шерафеттин Эльчи, остальные были приговорены к различным срокам срокам заключения длительностью от десяти месяцев до шести лет.
Тюремное заключение Тунджай Матараджи отбывал в тюрьме Кайсери. В 1991 году был выпущен из тюрьмы по амнистии. В 1993 году Матараджи выплатил штраф к уплате которого его приговорили в 1982 году, к тому времени вследствие высокой инфляции лиры стоимость штрафа значительно упала.